# گونزالو کاستلانی
گونزالو کاستلانی (انگلیسی: Gonzalo Castellani؛ زادهٔ ۱۰ اوت ۱۹۸۷) بازیکن فوتبال اهل آرژانتین است که در یونیون لا کالرا در پست هافبک بازی می‌کند.